# امیر محمد هذبانی
امیر محمد بن هلال هذبانی از سران نامدار هذبانی بود. او به همراه دیگر هذبانیان در سال ۲۹۳ قمری در موصل قیام کرد. سپس امیر محمد ادعای استقلال کرده و به موصل لشکرکشی کرد. فرمانروای موصل،ابوعبدالله حمدانی علیه امیر محمد لشکرکشی کرد ولی در معروبه از او شکست خورد. ابو عبدالله دست به دامان المکتفی بالله خلیفه عباسی شد. خلیفه نیرویی را به کمک ابو عبدالله فرستاد. ابو عبدالله به کمک این نیرو امیر محمد را شکست داده و از او خواست تا با هذبانیان به آذربایجان کوچ کند. نبرد بین آنان سه سال به طول انجامید. در انتها امیر محمد با ابو عبدالله صلح کرد.